# Автошлях Т 1016
Автошлях Т 1016 — автомобільний шлях територіального значення в Київській області. Проходить територією Бориспільського району. Загальна довжина — 37,9 км.
Пролягає крізь населені пункти Мартусівка, Ревне.